# Alfabet śląski
Alfabet ślabikorzowy dla języka śląskiego, ślabikŏrzowy szrajbōnek – zmodyfikowany alfabet łaciński służący do zapisu etnolektu śląskiego. Jest to nowsza propozycja ortografii tego dialektu. Opracowany został przez Jolantę Tambor i współpracowników, w tym ze stowarzyszeń Pro Loquela Silesiana oraz Danga, z myślą o młodzieży uczącej się etnolektu śląskiego. W alfabecie tym ukazał się elementarz „Gōrnoślōnski ślabikŏrz” i podręcznik „Ślabikŏrz niy dlŏ bajtli”.
Alfabet składa się z 34 liter: A, Ã, B, C, Ć, D, E, F, G, H, I, J, K, L, Ł, M, N, Ń, O, Ŏ, Ō, Ô, Õ, P, R, S, Ś, T, U, W, Y, Z, Ź, Ż.
Niektóre znaki mają charakter pandialektalny, czyli mogą być wymawiane w różny sposób w zależności od dialektu.
Litery alfabetu ślabikorzowego niewystępujące w języku polskim:
- Ã – [ã], a nosowe (tylko w niektórych dialektach).
- Ŏ – [ou̯], dyftong odpowiadający polskiemu ą i czeskiemu ou. Oddaje wymowę kontynuanta dawnego a pochylonego na Śląsku zachodnim (ou na większości zachodniego Górnego Śląska, au na południowym zachodzie, eu w okolicach Chrzelic koło Prudnika[6]).
- Ō – [o~u], dźwięk pośredni między u a o.
- Ô – [u̯o], dyftong odpowiadający słowackiemu ô. Samogłoska ta jest realizowana charakterystycznie dla danego dialektu.

Robert Hellfeier, regionalista i znawca języka śląskiego z północnej części historycznego powiatu prudnickiego, sugeruje, aby dla odróżnienia śląskiego z okolic Chrzelic wprowadzić do alfabetu nową literę – dyftong Ĕ. Jego zdaniem tylko w taki sposób da się jednoznacznie uchwycić w tekstach pisanych dwugłoskę eu, która jest charakterystyczna dla tej części Śląska.